# Coupe d'Europe du 10 000 mètres 2023
Navigation
Édition précédente Édition suivante
La 25e édition de la Coupe d'Europe du 10 000 mètres 2022 (anglais : 2023 European 10,000m Cup) se déroule le 3 juin 2023 à Pacé en France.

## Médaillés
| Épreuve     | Or                                     | Argent                          | Bronze                     |
| ----------- | -------------------------------------- | ------------------------------- | -------------------------- |
| Individuel  |                                        |                                 |                            |
| Hommes      | Yemaneberhan Crippa 28 min 8 s 83 (SB) | Tadesse Getahon 28 min 9 s 48   | Ilias Fifa 28 min 12 s 62  |
| Femmes      | Alina Reh 32 min 15 s 47 (SB)          | Valeriya Zinenko 32 min 29 s 81 | Domenika Mayer 32:35.95    |
| Par équipes |                                        |                                 |                            |
| Hommes      | Israël 1 h 25 min 1 s 92               | Italie 1 h 25 min 10 s 56       | France 1 h 25 min 26 s 15  |
| Femmes      | Allemagne 1 h 36 min 9 s 44            | Espagne 1 h 37 min 14 s 68      | Ukraine 1 h 37 min 54 s 89 |